# Newtonia (planta)
Newtonia es un género de planta perteneciente a la familia de las fabáceas.  Comprende 26 especies descritas y de estas, solo 12 aceptadas.

## Taxonomía
El género fue descrito por Henri Ernest Baillon  y publicado en Bulletin Mensuel de la Société Linnéenne de Paris 1(91): 721. 1888. La especie tipo es:  Newtonia insignis Baill. = Newtonia duparquetiana (Baill.) Keay	

## Especies aceptadas
A continuación se brinda un listado de las especies del género Newtonia (planta) aceptadas hasta agosto de 2012, ordenadas alfabéticamente. Para cada una se indica el nombre binomial seguido del autor, abreviado según las convenciones y usos.
- Newtonia aubrevillei (Pellegr.) Keay
- Newtonia buchananii (Baker) G.C.C.Gilbert & Boutiqu
- Newtonia duparquetiana (Baill.) Keay
- Newtonia elliotii (Harms) Keay
- Newtonia erlangeri (Harms) Brenan
- Newtonia glandulifera (Pellegr.) G.C.C.Gilbert & Bout
- Newtonia grandifolia Villiers
- Newtonia griffoniana (Baill.) Baker f.
- Newtonia hildebrandtii (Vatke) Torre
- Newtonia leucocarpa (Harms) G.C.C.Gilbert & Boutiqu
- Newtonia paucijuga (Harms) Brenan
- Newtonia zenkeri Harms